# Freenode

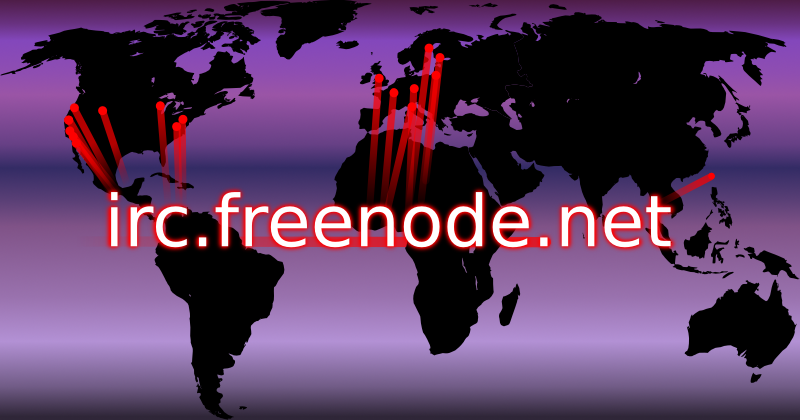
De serverlocaties van freenode

Freenode, voorheen bekend als Open Projects Network, is een populair IRC-netwerk dat oorspronkelijk gemaakt was om te praten over P2P-projecten. De servers zijn beschikbaar vanaf het domein chat.freenode.net, waarna de gebruiker automatisch naar de best beschikbare server wordt gezonden. Freenode is het grootste open source IRC-netwerk ter wereld met ruim 88.000 gebruikers en 47.718 kanalen. EFnet is kleiner met een kleine 20.000 gebruikers.

## Geschiedenis
Freenode werd opgestart door vier mensen als een kanaal (#LinPeople) op het EFnet-netwerk. Het kanaal was oorspronkelijk vooral bedoeld als ondersteuning voor GNU- of Linuxgebruikers. In 1995 werd de overstap gemaakt van een enkel kanaal naar een eigen IRC-server. Vanwege de ondersteuning voor Linuxgebruikers werd er gekozen voor de naam irc.linpeople.org. In 1998 werd er weer van naam veranderd, ditmaal werd het Open Projects Net. Op het moment dat de naam veranderd werd, had het netwerk 200 kanalen en 20 vaste gebruikers. Het project liep goed en groeide snel, veel opensourceprojecten kozen ervoor om freenode te gebruiken als hun ondersteuningskanaal. In 2002 was het netwerk genoteerd als 20e op de lijst van grootste IRC-netwerken ter wereld en veranderde het wederom van naam. Er werd een organisatie opgericht genaamd Peer-Directed Projects Center. Deze diende voor het bedrijfsgedeelte van de organisatie en staat officieel ingeschreven in Engeland en in Wales. De naam voor het netwerk zelf werd vanaf toen freenode.

## Gehackt
Op 24 juni 2006 ging het mis: een gebruiker kon controle krijgen over de servers door middel van de gebruikersnaam "ratbert". Ratbert was een van de gelinkte gebruikersnamen van de freenode-administrator Rob Levin (freenode gebruikersnaam: lilo). In de periode dat hij controle had over het netwerk werden er verschillende stafmedewerkers geblokkeerd en meerdere wachtwoorden gestolen. De gebruikers van het netwerk merkten de actie vooral omdat er een global notice werd rondgestuurd en een global dcc-actie werd uitgevoerd.
```
-ratbert- [Global notice] I am a fat asshole, who loves abuse, die
-ratbert- DCC SEND YOUAREALLJUDENLOL
```

Voor de personeelsleden die een K-line kregen gaf hij de reden Mayday Mayday op. De oprichter van freenode kreeg zijn eigen quitmessage.
```
lilo has quit (Killed by ratbert (die))
```

Na enkele uren kreeg het personeel weer controle over de servers en werden de servers langzaam weer een voor een actief. Gelijk na het terug online komen van de servers kwam er een oproep om te doneren zodat er meer geld in de beveiliging gestoken kon worden. Over hoe de hack heeft plaatsgevonden of over de daders is nooit wat vrijgegeven.